# مارکت (نبراسکا)
مارکت(به انگلیسی: Marquette) شهری در ایالت نبراسکا کشور ایالات متحده آمریکا است که جمعیت آن در سرشماری سال ۲۰۱۰ میلادی، ۲۲۹ نفر بوده‌است.